# Cissampelos
Genre
Cissampelos est un genre de plantes à fleurs de la famille des Menispermaceae.

## Liste des espèces et variétés
Selon BioLib (14 août 2017) :
- Cissampelos pareira L.

Selon Catalogue of Life (14 août 2017) :
- Cissampelos andromorpha DC.
- Cissampelos capensis Thunb.
- Cissampelos fasciculata Benth.
- Cissampelos friesiorum Diels
- Cissampelos glaberrima St.-Hil.
- Cissampelos grandifolia Triana & Planch.
- Cissampelos hirta Klotzsch
- Cissampelos hispida L.L. Forman
- Cissampelos keniensis Y.D.Zhou & Q.F.Wang
- Cissampelos laxiflora Moldenke
- Cissampelos mucronata A. Rich.
- Cissampelos nigrescens Diels
- Cissampelos ovalifolia DC.
- Cissampelos owariensis Beauv. ex DC.
- Cissampelos pareira L.
- Cissampelos reticulata A. Borhidi
- Cissampelos rigidifolia (Engl.) Diels
- Cissampelos sympodialis Eichl.
- Cissampelos tenuipes Engl.
- Cissampelos torulosa E. Mey. ex Harv. & Sond.
- Cissampelos tropaeolifolia DC.
- Cissampelos truncatus Engl.
- Cissampelos verticillata Rhodes

Selon GRIN (14 août 2017) :
- Cissampelos pareira L.
- Cissampelos tropaeolifolia DC.

Selon ITIS (14 août 2017) :
- Cissampelos pareira L.

Selon NCBI (14 août 2017) :
- Cissampelos andromorpha
- Cissampelos capensis
- Cissampelos grandifolia
- Cissampelos madagascariensis
- Cissampelos mucronata
- Cissampelos ovalifolia
- Cissampelos owariensis
- Cissampelos pareira
  - variété Cissampelos pareira var. hirsuta
- Cissampelos tropaeolifolia

Selon The Plant List (14 août 2017) :
- Cissampelos andromorpha DC.
- Cissampelos capensis L.f.
- Cissampelos fasciculata Benth.
- Cissampelos friesiorum Diels
- Cissampelos glaberrima A.St.-Hil.
- Cissampelos grandifolia Triana & Planch.
- Cissampelos hirta Klotzsch
- Cissampelos hispida Forman
- Cissampelos laxiflora Moldenke
- Cissampelos mucronata A.Rich.
- Cissampelos nepalensis Rhodes
- Cissampelos nigrescens Diels
- Cissampelos ovalifolia DC.
- Cissampelos owariensis P.Beauv. ex DC.
- Cissampelos pareira L.
- Cissampelos rigidifolia (Engl.) Diels
- Cissampelos sympodialis Eichler
- Cissampelos tenuipes Engl.
- Cissampelos torulosa E.Mey. ex Harv. & Sond.
- Cissampelos tropaeolifolia DC.
- Cissampelos verticillata Rhodes

Selon Tropicos (14 août 2017) (Attention liste brute contenant possiblement des synonymes) :
- Cissampelos abutua Vell.
- Cissampelos acuminata DC.
- Cissampelos acuta Triana & Planch.
- Cissampelos amazonica Miers ex Benth.
- Cissampelos andromorpha DC.
- Cissampelos angustifolia Burch.
- Cissampelos angustifolius Burch.
- Cissampelos apiculata Hochst.
- Cissampelos arenicola M. Nee & R. Ortiz
- Cissampelos argentea Kunth
- Cissampelos aristolochiaefolius Fenzl
- Cissampelos aristolochiifolia Fenzl
- Cissampelos assimilis Miers ex Benth.
- Cissampelos auriculata Miers
- Cissampelos australis A. St.-Hil.
- Cissampelos benthamiana Miers
- Cissampelos boivinii Baill.
- Cissampelos bojeriana Miers
- Cissampelos caapeba L.
- Cissampelos calcarifera Burch.
- Cissampelos canescens Miq.
- Cissampelos capensis L. f.
- Cissampelos ciliata Rusby
- Cissampelos ciliosa Peter
- Cissampelos clematidea C. Presl
- Cissampelos cocculus Poir.
- Cissampelos comata Miers
- Cissampelos communis A. St.-Hil.
- Cissampelos consociata Miers
- Cissampelos convexa Vell.
- Cissampelos convolvulacea Willd.
- Cissampelos cordifolia Bojer
- Cissampelos coriacea Standl.
- Cissampelos crenata DC.
- Cissampelos cumingiana Turcz.
- Cissampelos delicatula Miers
- Cissampelos denudata Miers
- Cissampelos diffusa Miers
- Cissampelos dinklagei Engl.
- Cissampelos discolor DC.
- Cissampelos diversa Miers
- Cissampelos ebracteata A. St.-Hil.
- Cissampelos elata Miers
- Cissampelos ellenbeckii Diels
- Cissampelos eriantha Miers
- Cissampelos eriocarpa Triana & Planch.
- Cissampelos errabunda Miers
- Cissampelos fasciculata Benth.
- Cissampelos floribunda Miers
- Cissampelos fluminensis Eichler
- Cissampelos friesiorum Diels
- Cissampelos fruticosa L. f.
- Cissampelos galapagensis Stewart
- Cissampelos glaberrima A. St.-Hil.
- Cissampelos glabra Roxb.
- Cissampelos glaucescens Triana & Planch.
- Cissampelos gracilis A. St.-Hil.
- Cissampelos grallatoria Miers
- Cissampelos grandifolia Triana & Planch.
- Cissampelos guayaquilensis Kunth
- Cissampelos haenkeana C. Presl
- Cissampelos hederacea Miers
- Cissampelos hernandia Vell.
- Cissampelos hernandiifolia Willd.
- Cissampelos heterophylla DC.
- Cissampelos hexandra Roxb.
- Cissampelos hirsuta Buch.-Ham. ex DC.
- Cissampelos hirsutissima C. Presl
- Cissampelos hirta Klotzsch
- Cissampelos hispida Forman
- Cissampelos humilis Poir.
- Cissampelos hypoglauca Schauer
- Cissampelos insignis Alston
- Cissampelos insolita Miers
- Cissampelos insularis Makino
- Cissampelos kohautiana C. Presl
- Cissampelos laurifolia Poir.
- Cissampelos laxiflora Moldenke
- Cissampelos limbata Miers
- Cissampelos littoralis A. St.-Hil.
- Cissampelos longipes Miers
- Cissampelos lycioides (Miers) T. Durand & Schinz
- Cissampelos macrosepala Diels
- Cissampelos macrostachya Klotzsch
- Cissampelos madagascariensis Miers
- Cissampelos mallophylla Miers
- Cissampelos mauritiana Thouars
- Cissampelos microcarpa DC.
- Cissampelos miersiana (Harv.) T. Durand & Schinz
- Cissampelos monoica A. St.-Hil.
- Cissampelos mucronata A. Rich.
- Cissampelos myriocarpa Triana & Planch.
- Cissampelos nepalensis D.G. Rhodes
- Cissampelos nephrophylla Bojer
- Cissampelos nigrescens Diels
- Cissampelos nympheaefolia R. Br.
- Cissampelos obtecta Wall.
- Cissampelos ochiaiana Yamam.
- Cissampelos orbiculata DC.
- Cissampelos orinocensis Kunth
- Cissampelos ovalifolia DC.
- Cissampelos ovata Poir.
- Cissampelos owariensis P. Beauv. ex DC.
- Cissampelos pannosa Turcz.
- Cissampelos pareira L.
- Cissampelos pareiroides DC.
- Cissampelos parmata Miers ex Diels
- Cissampelos pata Roxb. ex Wight & Arn.
- Cissampelos pauciflora Nutt.
- Cissampelos peltata Ruiz ex Eichler
- Cissampelos perrierii Diels
- Cissampelos pilgeri Diels
- Cissampelos piolanei Gagnep.
- Cissampelos psilophylla C. Presl
- Cissampelos ramiflora Miers
- Cissampelos reticulata Borhidi
- Cissampelos rigidifolia (Engl.) Diels
- Cissampelos robertsonii Exell
- Cissampelos salzmanni Turcz.
- Cissampelos scutigera Triana & Planch.
- Cissampelos senensis Klotzsch
- Cissampelos sessilifolia DC.
- Cissampelos smilacina L.
- Cissampelos suborbicularis A. St.-Hil.
- Cissampelos subpeltata Thwaites
- Cissampelos subreniformis Triana & Planch.
- Cissampelos subtriangularis A. St.-Hil.
- Cissampelos sympodialis Eichler
- Cissampelos tamnifolia Miers
- Cissampelos tamoides Willd. ex DC.
- Cissampelos tenuipes Engl.
- Cissampelos testudinum Miers
- Cissampelos tetrandra Roxb.
- Cissampelos tomentocarpa Rusby
- Cissampelos tomentosa DC.
- Cissampelos torulosa E. Mey. ex Harv.
- Cissampelos tropaeolifolia DC.
- Cissampelos truncata Engl.
- Cissampelos truncatus Engl.
- Cissampelos umbellata E. Mey. ex Miers
- Cissampelos velutina A. St.-Hil.
- Cissampelos verticillata D.G. Rhodes
- Cissampelos vestita Triana & Planch.
- Cissampelos violifolia Rusby
- Cissampelos vitis Vell.
- Cissampelos vogelii Miers
- Cissampelos wildemaniana Bossche
- Cissampelos zairensis Miers